# Tatort: Gehirnwäsche
Gehirnwäsche ist eine Folge der Fernsehkrimireihe Tatort aus dem Jahr 1993. Der Film wurde vom Schweizer Fernsehen unter der Regie von Bernhard Giger produziert und ist die vierte Folge des Schweizer Fernsehens überhaupt. Es handelt sich um Tatortfolge 276 und sie wurde am 6. Juni 1993 erstmals ausgestrahlt.
Philipp von Burg (László I. Kish) klärt den Mord an einer ranghohen Sektenfunktionärin auf.

## Handlung
Die junge Maya Dreher wird von der Sekte «Organima» ihres Vaters Herbert mit dem Ziel einer Gehirnwäsche misshandelt. Sie hält die sogenannte «Behandlung» insbesondere durch Cornelia Frank nicht mehr aus und ruft ihren Freund und Lehrer Dr. Franz Merz an, der sie herausholt. Franz ist ebenfalls Mitglied der «Organima», auf das Bitten von Maya, auszutreten, reagiert er zögerlich, da er sein gesamtes Geld in die Sekte investiert hat. Auf Mayas Frage, ob er für sie bereit sei, Cornelia umzubringen, reagiert er zögerlich. Später trifft sich Franz mit Cornelia und erklärt seinen Austritt aus der Sekte, er will auch sein Geld zurückhaben, Cornelia hingegen erklärt, dass sie durch gemeinsame Sektensitzungen sein Geständnis, dass er mit seiner Schülerin Maya ein Verhältnis hat, besitzt und erpresst ihn, er soll 100'000 Schweizer Franken für seinen Austritt bezahlen. Franz versucht, Herbert Dreher zu überreden, auf die Erpressung zu verzichten, doch er gibt an, dass Cornelia eine unverzichtbare Mitarbeiterin sei und er sie deshalb gewähren lasse. Franz besorgt sich ein Darlehen und lässt Maya wissen, dass er aus der Sekte ausgetreten ist, später trifft er sich mit Cornelia, um das Geld gegen sein Geständnis zu tauschen, Mayas misstrauischer Halbbruder Benno Wagner fotografiert die beiden zusammen.
Am nächsten Morgen wird Cornelia tot am Aare-Ufer aufgefunden, Carluccis Nachfolger Detektivwachtmeister Philipp von Burg und sein Assistent Markus Gertsch erfahren am Tatort, dass sie ertrunken ist, zuvor jedoch mit einem kantigen Gegenstand bewusstlos geschlagen wurde. Da die Polizei die Identität der Toten nicht ermitteln kann, wird eine entsprechende Fernsehfahndung gesendet, die von Franz und Maya gesehen wird. Maya ist überzeugt davon, dass Franz Cornelia ihr zuliebe getötet hat, doch er will davon nichts hören, kurz darauf sucht Benno Franz auf und stellt diesen aufgrund seiner Beobachtungen zur Rede. Franz bestreitet Benno und Maya gegenüber die Tat, als kurz darauf auch noch Herbert Dreher bei Franz anruft, glauben die beiden, dass Franz sie angelogen hat und noch immer Mitglied der Sekte ist und verlassen Franz’ Wohnung. Dreher sucht Franz am nächsten Tag auf und konfrontiert ihn damit, dass er ein Mordmotiv gegen Cornelia gehabt habe und bietet ihm seine «Hilfe» an, doch Franz macht ihm klar, dass er mit der Sekte nichts mehr zu tun haben möchte. Dreher meldet sich bei der Polizei und meldet, dass die Tote Prokuristin in seiner Firma war. Benno meldet sich ebenfalls, berichtet von seinen Beobachtungen am Tatabend und präsentiert von Burg und Gertsch die Fotos. In der Sekte bricht unterdessen Unruhe aus, die Mitglieder verdächtigen Franz, doch Dreher beschwichtigt sie. Von Burg sucht Franz auf, als dieser gerade vergeblich versucht, Maya zur Rückkehr zu ihm zu bewegen. Er gibt zu, Benno und auch Cornelia zu kennen, sein Treffen mit Cornelia sei rein zufällig gewesen, Cornelia habe noch eine Verabredung gehabt.
Gusti Stettler und Gertsch finden unterdessen heraus, dass Cornelia Einzahlungen auf ihr Konto in größerem Ausmaß getätigt hat, sie finden auch Utensilien der Sekte, die sie nicht zuordnen können. Dreher gibt sich bestürzt über den Tod von Cornelia, er gibt an, dass Cornelia und Franz früher ein Paar waren und dass die Trennung nicht im Guten erfolgte, Geld habe sie durch Spekulationen gemacht, bei denen er sie beraten habe. Stettler sieht unterdessen den Fall als gelöst an, da DNA-Spuren von Cornelia in Franz’ Auto gefunden wurden, dennoch treffen sich von Burg und Gertsch mit einer Informantin, der mit Gertsch befreundeten Journalistin Denise Brückner. Denise berichtet den Beamten von der Sekte «Organima», die in Wahrheit hinter Drehers Firma steckt, diese arbeitet mit Gehirnwäsche, um schmerzliche Erinnerungen der Mitglieder, die finanziell ausgenutzt werden, zu löschen. Von Burg sucht erneut Franz auf und konfrontiert ihn mit den Spuren in seinem Auto, dieser erzählt, dass das zufällige Treffen etwas länger dauerte, er hätte es der Polizei verschwiegen, weil er Angst hatte, in Verdacht zu geraten, von der Sekte habe er gehört, seine eigene Mitgliedschaft verschweigt er jedoch. Von Burg redet auch mit Bennos Schwester und Franz’ Schülerin Maya, diese gibt an, zur Tatzeit bei ihrem Bruder gewesen zu sein, erst im Gespräch erfährt von Burg, dass Maya die Tochter von Herbert Dreher ist, die Aussage ihres Bruders, dass dieser Franz mit Cornelia gesehen hat, bezeichnet sie als Spinnerei ihres Bruders.
Die Polizei durchsucht Franz’ Wohnung, dort finden sie auch die Unterlagen für den Kredit über 100'000 Schweizer Franken. Die Beamten finden auch Hinweise, dass Franz in der «Organima» ist, dieser gibt zu, Mitglied gewesen und kürzlich ausgetreten zu sein, über sein Verhältnis zu Maya schweigt er. Franz fährt mit Maya anschliessend in sein Ferienhaus, verfolgt von Mitgliedern der Sekte. Von Burg kann aus ermittlungstaktischen Gründen eine Festnahme von Franz verhindern. Von Burg schlägt Gertsch vor, Denise als Interessentin zur «Organima» zu schicken, um mehr über die Organisation zu erfahren. Da die Beamten auch einen Scheck von Dreher über 50'000 Franken in Franz’ Wohnung gefunden haben, unterrichtet Dreher von Burg über die Erpressung Cornelias, Stettler lässt daraufhin Franz zur Fahndung ausschreiben. Zwischen Franz und Maya kommt es unterdessen im Ferienhaus zur Auseinandersetzung, sie verdächtigen sich gegenseitig des Mordes an Cornelia, Maya deutet an, auch ihrem Bruder nicht mehr zu trauen. Am nächsten Morgen wird Maya von den Sektenmitgliedern entführt, unterdessen meldet sich Denise bei der Sekte und späht unauffällig die Räumlichkeiten aus. Bei einer weiteren Befragung Drehers steckt von Burg heimlich den auf den Tisch liegenden Schlüsselbund Mayas ein, den Dreher seiner Tochter abgenommen hatte und dringt damit unerlaubt in die Räumlichkeiten der «Organima» ein. Aus den erbeuteten Unterlagen geht hervor, dass Cornelia die Betreuerin von Franz war, auch das Geständnis mit dem Verhältnis zu Maya ist darin vermerkt.
Von Burg beobachtet, wie Franz von seiner Kollegin Bernadette Isler in die Sekte zurückgeholt wird, er folgt den beiden zum Anwesen der Sekte. Dort wird er Zeuge, wie Dreher Franz vor den Sektenmitgliedern ein Geständnis abnötigt. Als Dreher triumphierend Franz an die Beamten übergibt, konfrontieren von Burg und Gertsch ihn damit, dass auf dem Schlüsselbund von Maya Drehers Fingerabdrücke gefunden wurden, durch Mayas Schlüssel hatte Dreher Zugang zu Franz’ Wohnung und legte ihm auch den Scheck auf den Schreibtisch, um den Verdacht auf Franz zu lenken. Die Beamten haben aus den Unterlagen ersehen können, dass Cornelia zu gierig wurde und sogar Dreher und die anderen Sektenmitglieder erpresst hat. Dreher wollte sie loswerden und gleichzeitig Franz als Liebhaber seiner Tochter aus dem Weg räumen. Bei einer Durchsuchung seines Hauses haben die Beamten Cornelias Tasche mit umfangreichen Beweismitteln sicherstellen können. Als kurz darauf Maya den Pferdestall ihres Vaters anzündet, eilt dieser vor den Augen der Beamten in den Stall, um seine geliebten Pferde zu retten und kommt dabei ums Leben.

## Hintergrund und Einschaltquote
Für Detektivwachtmeister Philipp von Burg (László I. Kish), ist es der erste Fall, seinen Assistenten Markus Gertsch (Ernst C. Sigrist) hat er von seinem Vorgänger Detektivwachtmeister Reto Carlucci (Andrea Zogg) übernommen.
Die Erstausstrahlung von Gehirnwäsche erfolgte am 6. Juni 1993, der Film wurde in Bern und Umgebung gedreht, bei dieser konnte die Folge 7,88 Millionen Zuschauer binden, was einer Einschaltquote von 30,20 % entspricht.

### Kritik
Die Kritiker der Fernsehzeitschrift TV Spielfilm beurteilen diesen Tatort  mit einem Daumen zur Seite.